# Foli de Descartes

El foli de Descartes amb el paràmetre a =1

En geometria, el foli de Descartes és una corba algebraica definida per l'equació
{\displaystyle x^{3}+y^{3}-3axy=0\,}.
Forma un bucle en el primer quadrant amb un punt doble a l'origen i asímptota
{\displaystyle x+y+a=0\,}.
És simètrica respecte a {\displaystyle y=x}.
El nom ve de la paraula Llatina folium que vol dir Fulla".
La corba es va representar, junt amb un retrat de Descartes, en un segell albanès el 1966.

## Història
La corba la va presentar per primera vegada Descartes el 1638. El motiu va ser en un incident en el desenvolupament del càlcul. Descartes va desafiar a Fermat a trobar la recta tangent a la corba en un punt arbitrari donat que Fermat havia descobert recentment un mètode per trobar rectes tangents. Fermat va resoldre el problema fàcilment, cosa que Descartes no va ser capaç de fer. A partir de la invenció de càlcul infinitesimal, el pendent de la recta tangent es pot trobar fàcilment fent servir diferenciació implícita.

## Gràfica de la corba
Com que l'equació és el grau 3 tant en x com en y, i no es pot treure factor comú, és difícil aïllar una de les variables. Tanmateix, l'equació en coordenades polars és:
{\displaystyle r={\frac {3a\sin \theta \cos \theta }{\sin ^{3}\theta +\cos ^{3}\theta }}.}
que es pot dibuixar fàcilment. Una altra tècnica és escriure y = px i resoldre per a x i y en termes de p. Això produeix les equacions paramètriques:
{\displaystyle x={{3ap} \over {1+p^{3}}},\,y={{3ap^{2}} \over {1+p^{3}}}}.
Es pot veure que el paràmetre es relaciona amb la posició en la corba de la manera següent:
- p < -1 correspon a l'"ala" de baix a la dreta.
- -1 < p' < 0 correspon a l'"ala" de dalt a l'esquerra.
- p > 0 correspon al bucle de la corba.

## Relació amb la trisectriu de MacLaurin
El foli de Descartes estè relacionat amb la Trisectriu de Maclaurin per la transformació afí. Per veure-ho, es parteix de l'equació
{\displaystyle x^{3}+y^{3}=3axy\,},
i es fa un canvi de variables per trobar l'equació en un sistema de coordenades girat 45 graus. Això equival a posar {\displaystyle x={{X+Y} \over {\sqrt {2}}},y={{X-Y} \over {\sqrt {2}}}}. Al pla de {\displaystyle X,Y} l'equació és
{\displaystyle 2X(X^{2}+3Y^{2})=3{\sqrt {2}}a(X^{2}-Y^{2})}.
Si s'estira la corba en la direcció {\displaystyle Y} per un factor de {\displaystyle {\sqrt {3}}} això esdevé
{\displaystyle 2X(X^{2}+Y^{2})=a{\sqrt {2}}(3X^{2}-Y^{2})}
que és l'equació de la trisectriu de Maclaurin.